# Dəstə
Dəstə è un comune dell'Azerbaigian situato nel distretto di Ordubad.